# Paul Hauser (Politiker)
Paul Hauser (* 1811 oder 1812; † 16. April 1876 in Villach) war ein österreichischer Apotheker und Politiker (Deutschliberale Partei). Er bekleidete von 1846 bis 1861 sowie von 1867 bis zu seinem Tod als Oberrichter bzw. Bürgermeister das Amt des Villacher Stadtoberhauptes.

## Biographie
Paul Hauser war der jüngste Sohn eines Direktors der Dickmannschen Gewerke in Klagenfurt. Er studierte Pharmazie an der Universität Wien und schloss das Studium 1836 mit dem Titel eines Magisters ab. 1838 übernahm er von seinem älteren Bruder Ferdinand Hauser (1852–1861 Bürgermeister von Klagenfurt) dessen Kreisapotheke in Villach. Er führte sie bis 1871 und übergab sie dann an den späteren langjährigen Bürgermeister Friedrich Scholz.
1846 wurde Hauser als Oberrichter mit der Stadtverwaltung betraut – die städtische Selbstverwaltung war in der vom Absolutismus geprägten Epoche des Biedermeier sehr eingeschränkt, das Amt des Bürgermeisters existierte namentlich nicht. Nach der Revolution von 1848/1849 wurde von Franz Joseph I. ein Gemeindegesetz erlassen, welches die kommunale Selbstverwaltung einführte. Infolgedessen wurde Paul Hauser 1850 zum ersten „modernen“ Bürgermeister Villachs gewählt. Schon zuvor hatte er gemeinsam mit dem vormaligen Oberrichter und später ebenfalls als Bürgermeister amtierenden Josef Kassin zu den Vertretern Villachs im 1848 konstituierten Ständischen Provisorischen Landtag gehört. Eine besondere Ehre war der (vor Eröffnung der Bahnstrecke noch seltenere) Besuch des Kaisers und seiner Gattin Elisabeth im Jahr 1856. Hauser bekleidete das Bürgermeisteramt bis 1861, dann wurde er von Kassin abgelöst, Hauser blieb als Gemeinderat aktiv. In Folge des nur relativ kurzzeitig als Bürgermeister amtierenden Johann Baptist Zozzoli wurde am 3. Juli 1867 der Landtagsabgeordnete Josef Luggin zum Stadtoberhaupt gewählt. Dieser nahm die Wahl jedoch nicht an, sodass auf Vorschlag des Vizebürgermeisters Karl Ghon erneut Paul Hauser das Amt übernahm. Er hatte es bis zu seinem krankheitsbedingten Tod 1876 inne. Sein Nachfolger wurde Heinrich von Dollhopf.
Insbesondere Paul Hausers zweite Amtszeit fällt an den Beginn eines Aufschwunges der Stadt Villach, der einige Jahrzehnte andauern sollte. Von besonderer Bedeutung war die Fertigstellung der Rudolfsbahn, womit Villach zu einem bedeutenden Verkehrsknotenpunkt wurde. Während seiner ersten Amtszeit wurde der nach einem Brand 1784 zerstörte Turm der Stadtpfarrkirche erneuert und ein Teil des linken Drauufers befestigt. In seine zweite Amtszeit fällt unter anderem die Anlage des Hans-Gasser-Platzes im Jahr 1869, die Errichtung des Sparkassengebäudes 1867, die Gründung des Peraugymnasiums um 1870 und der Bau des städtischen Schlachthauses 1872. 1874 wurde in Villach die Gasbeleuchtung eingeführt und 1875 wesentliche Investitionen in die Wasserversorgung getätigt. Für seine Verdienste wurde Hauser mit dem Goldenen Verdienstkreuz mit der Krone ausgezeichnet, außerdem war er Ehrenmitglied der Männergesangsvereine in Wien und Marburg.
Paul Hauser war verheiratet und hatte acht Kinder.